# 德云 (辽朝)
德云，建州人，辽朝僧人，本为张姓。
他家世业儒，读诗书，工于翰墨。后来在析津府崇仁寺出家。他致力于搜集经、律、论三藏教文中佛菩萨的名号，成二十卷。本来想要建塔珍藏，后来感梦想要刊行。没有等到雕版，在永昌军太子寺圆寂。海山纯慧大师从海岛前来，与本州僧政法常、当寺僧首义鉴进行遗编。非濁禅师以宋朝僧人新译增补二卷，共二十二卷，上呈辽兴宗，颁诏刻印。即房山石经《诸佛菩萨名号集》。